# Teutleben (Buttstädt)
Teutleben is een plaats en voormalige gemeente in de Duitse deelstaat Thüringen, en maakt deel uit van de Landkreis Sömmerda.

## Geschiedenis
Teutleben fuseerde op 14 maart 1974 met Eßleben tot de gemeente Eßleben-Teutleben. Deze gemeente maakte deel uit van de Verwaltungsgemeinschaft Buttstädt tot dit op 1 januari 2019 opgeheven werd en de gemeenten samengingen in de gemeente Buttstädt.

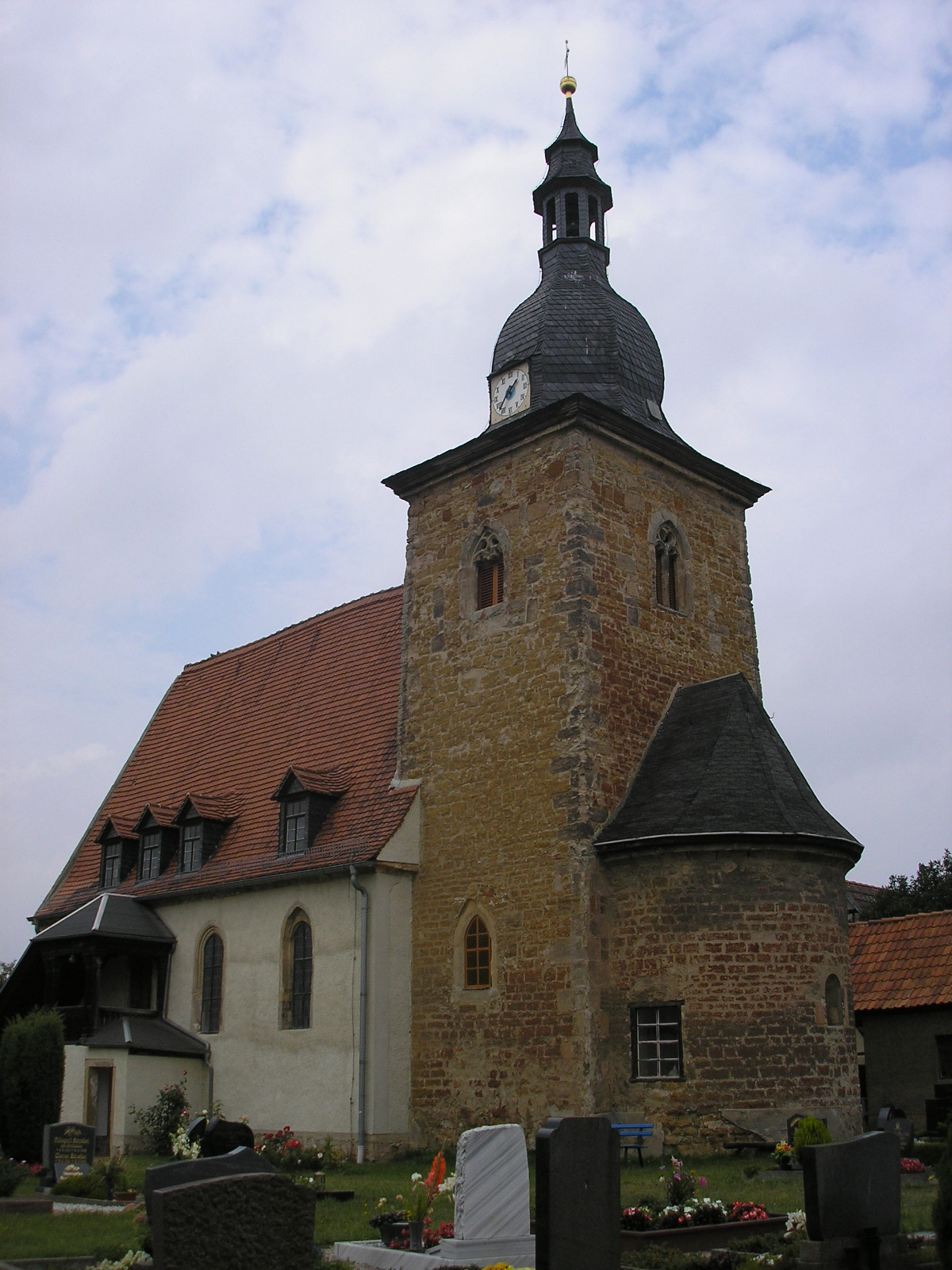
Dorpskerk van Teutleben

Buttstädt · Ellersleben · Eßleben · Großbrembach · Guthmannshausen · Hardisleben · Kleinbrembach · Mannstedt · Olbersleben · Rudersdorf · Teutleben